# Deci Jubel·li
Deci Jubel·li (en llatí Decius Iubelius) fou un militar natural de Campània que va tenir el comandament de les tropes romanes estacionades a Rhegium l'any 281 aC per protegir la ciutat.
Deci i els seus homes envejaven la felicitat i prosperitat dels habitants de la ciutat, i recordaven amb quina facilitat els mamertins s'havien creat un domini, i van preparar un pla: durant un festival, mentre tot el poble era a la festa, els romans van atacar als ciutadans i els van massacrar o expulsar, menys les dones, que es van repartir entre tots.
Deci es va autoproclamar cap de la ciutat i va actuar com un tirà totalment independent de Roma, aliant-se amb els mamertins. Per justificar el crim va al·legar que els habitants volien atacar a la guarnició i entregar la ciutat a Pirros de l'Epir.
Mentre va durar la guerra entre Roma i Pirros, els romans no es van dedicar a resoldre el conflicte a la ciutat, que de fet va seguir independent sota Deci durant alguns anys. En aquest temps Deci va patir una infecció als ulls, i desconfiat dels metges de Rhegium, en va fer venir un de Messana, que era nadiu de Rhegium però no ho sabia ningú i va buscar venjança. Va facilitar-li un ungüent que s'havia d'aplicar als ulls, i que encara que fos dolorós, se l'havia de posar cada dia fins que ell tornés de Messana. Va complir el que li deia però el dolor era cada dia més fort, fins que es va quedar quasi cec.
A la mort de Pirros el 271 aC, Gai Fabrici Luscí va ser enviat pel senat romà contra la ciutat que va assetjar i conquerir. Els soldats de la legió Campània que van caure a les seves mans van ser fets presoners (uns 300) als que va enviar a Roma on van ser assotats i decapitats al fòrum. Als ciutadans de Rhegium que encara vivien els va fer tornar a la seva ciutat. Deci, presoner, es va suïcidar a la seva presó de Roma abans de ser executat.